# 高塚新田
高塚新田（たかつかしんでん）は、千葉県松戸市の地名。郵便番号は270-2222。
従来の松戸市における住所表示は「塚」の字にテンがつくものであったが、2013年2月よりテンが付かないものに改められている。尚、表記には「髙塚新田（※塚はテンがつく）」「髙塚新田」等、高が髙（はしごだか）となっている表記も見られる。

## 地理
松戸市南端、下総台地上に位置する。長年、「陸の孤島」と呼ばれてきた農村地帯であったが、1970年代以後に急速に開発が進み住宅地が広がった。だが、古くからの農家も多く存在し、特産品の梨を売り物とした観光農園も多数存在する。
地域の東縁をJR武蔵野線が、北縁を北総鉄道北総線が走るが、駅は設置されていない。ただし、北総線秋山駅とは国道464号を挟んで隣接関係にある。また、この地域から京成バスがJR総武線（総武緩行線）・都営地下鉄新宿線本八幡駅、京成本線京成八幡駅、JR総武線（総武緩行線・総武快速線）市川駅及びJR武蔵野線・北総線東松戸駅まで、京成バス千葉ウエストがJR常磐線・京成電鉄松戸線松戸駅まで路線バスを運行している（なお、新京成バスの路線は平成20年（2008年）に京成バスから移管されたものである）。
東は市川市大町・同大野町、西は松戸市秋山・市川市稲越、南は市川市下貝塚・同曽谷、北は松戸市紙敷と接している。

### 小字
新田前、清原、壱本松、突棚、小濱屋敷、居向、天神山、中ノ窪、一ノ谷、木戸前、八町分、赤作、野中、髙札場、野貝塚、背上、八幡越、傘棒、稲越前、駒形、丸山、池ノ臺、北谷臺、受原、内野、新堀込、中臺の小字がある。

### 地価
住宅地の地価は、2014年（平成26年）1月1日の公示地価によれば、高塚新田字北谷台641番52の地点で9万2000円/m2となっている。

## 歴史

### 江戸時代
江戸時代には小金牧中野牧の外れに位置して「高塚原」と称されており、周囲の村々（大野・紙敷・秋山・稲越）が開けていく中で原野として残されていた。
江戸時代前期に国分村（現在の市川市国分）の名主・組頭の申請により開発が許可され、延宝4年（1676年）に初めての検地が行われ、この時に「高塚新田」が成立した（開発はそれ以前より行われたと考えられている）。検地帳によれば、反別（田畑に面積）は下畑のみで175町1反余、屋敷地は2町8反余（25筆）、名請人（検地帳に載せられて年貢を納める義務を有する者）は83名、開発の主体となった国分村出身者が最大の11名を占め、かつ全体の2割にあたる35町余の耕地を有していた。それに続いて江戸・紙敷・稲越の住人が続いた。
その後、元禄15年（1702年）の検地では石高895石余とされている。だが、反別の総量は延宝時とほぼ同一ながら、下畑124反9町余・松山30町5反余・芝地19町6反余と記載されている（屋敷地は延宝時と変わらず）。つまり、畑が50町分荒廃して松山や芝地化してしまったことを示していると考えられている。更に元文3年（1738年）の検地では残された下畑のうち51町余が荒廃して松山に編入されて73町余となり、明和6年（1779年）には更に18町余りが荒畑と認定されたため、実質は下畑55町余りとなってしまっていた。
元来この地域は地質が悪く、なおかつ野火や鳥獣による被害に遭いやすい土地柄であった。明和7年（1780年）の記録（「岡田家文書」）によれば、粟や稗、芋が主食で稀に陸稲・大豆・大根・蕎麦を作る家もあったが麦は作れなかったと記されるなど、厳しい生活状況であったことが記されている。また、文政10年（1827年）に作成された「農間商渡世之者名前取調書」によれば、高塚新田の51軒のうち11軒が農間商渡世で、うち1件は安永6年（1777年）以来の居酒屋であったことが記されている。更に実際の耕地が減少したにもかかわらず江戸時代を通じて石高895石余が維持された一方で、租税は増加していったことが記録されている。
しかも、高塚新田は早くから松戸宿の助郷（大助郷）を命じられていたが、天保年間に入ると内外情勢の緊迫化に合わせて、同8年（1837年）には千住宿（当分加助郷）、同14年（1843年）には八幡宿の助郷（定助郷）も合わせて命じられた。なお、一連の助郷負担増加を前に作成された天保7年（1836年）の人別帳によれば、52軒・人口249人でうち11人が他郷に奉公中であった。

### 近・現代
明治維新後、天領から葛飾県・印旛県を経て千葉県の一部となり、明治22年（1889年）、大橋・秋山・紙敷・和名ヶ谷・河原塚・田中新田・串崎新田の7ヶ村と合同して東葛飾郡八柱村となった。明治以後梨栽培が盛んに行われ、昭和13年（1938年）には当時の松戸町と合併し、5年後の昭和18年（1943年）には市制施行によって松戸市の一部となった。
だが、鉄道路線とは全く無縁であったこの地域は東京からわずか20km圏内でありながらその恩恵を受けることはほとんどなく、明治24年（1891年）の戸数54・人口371人（厩26）、戦後の昭和30年（1955年）になっても世帯数127・人口752人にしかならなかった。
昭和16年（1941年）には、 旧東京市（現在の東京都）が高塚新田字天神山の地に感染症の療養所の開設を決定し、翌年の昭和17年（1942年）に「東京市松戸療養所」として長期療養患者の受け入れを開始する
。同療養所は第二次世界大戦後、旧厚生省へ移管されて国立松戸療養所を経て国立療養所松戸病院となり、国立としては日本で最初のホスピス（緩和ケア）を開設した（同院の組織は1992年に柏市の国立がん研究センター東病院へ移転・統合したため、松戸市が施設の譲渡を受け松戸市立福祉医療センター東松戸病院となっている）。
昭和46年（1971年）市川松戸有料道路（現在の千葉県道180号松戸原木線）が地域の中央部を貫通するようになり、相前後して日本住宅公団が2つの公団住宅（昭和45年（1970年）完成の高塚団地及び昭和50年（1975年）完成の梨香台団地）の分譲を開始すると人口が急増して、団地の周辺部にも住宅地が形成されるようになった。高塚団地の敷地は、当時、国が運営していた旧国立松戸療養所の敷地の一部を旧厚生省から譲り受けたものである。
梨香台団地の入居が開始された昭和50年（1975年）当時の世帯数2397・人口8770人という数字は20年前と比較して世帯数で19倍、人口で11.5倍という伸びを示した。昭和47年（1972年）には「日本最初の五階建て校舎」を持つ小学校として松戸市立梨香台小学校が開校している。
その後も、武蔵野線及び北総線の開通によって交通の利便性が高まり、住宅地としての発展が見られる一方で古くからの梨農家も観光農園としての売込みを図り、東京などから「梨狩り」に訪れる行楽客が訪れる。

### 地名の由来
伝承によれば、治承・寿永の乱（源平合戦）で活躍した名馬生月の墳丘「高塚」があったことに由来するとされる。また、小高い場所にあった鎮守八幡神社に生えた木々が遠く行徳沖からも見えたからとする説もある。

## 世帯数と人口
2017年（平成29年）11月1日現在の世帯数と人口は以下の通りである。
| 大字     | 世帯数    | 人口     |
| -------- | --------- | -------- |
| 高塚新田 | 5,494世帯 | 12,221人 |

## 小・中学校の学区
市立小・中学校に通う場合、学区は以下の通りとなる。
| 番地                                                                                                 | 小学校               | 中学校               |
| --- | -------------------- | -------------------- |
| 1～20番地、336番地の1 336番地の3～19、337番地の3～6 337番地の9、337番地の11～18 337番地の20、338番地 | 松戸市立東松戸小学校 | 松戸市立河原塚中学校 |
| 336番地の2                                                                                           | 松戸市立梨香台小学校 | 松戸市立河原塚中学校 |
| 21～335番地、337番地の1～2 337番地の7～8 337番地の10、337番地の19 448～488番地、491～644番地         | 松戸市立梨香台小学校 | 松戸市立第五中学校   |
| 339番地～447番地                                                                                     | 松戸市立東部小学校   | 松戸市立第五中学校   |

## 施設
- 松戸市東部支所
- 東部市民センター
- 東部スポーツパーク
- 東部クリーンセンター
- 松戸市立図書館東部分館
- 高塚わかば幼稚園
- 高塚幼稚園
- 松戸市役所梨香台保育所
- 松戸市立東部小学校
- 松戸市立梨香台小学校
- 松戸市立第五中学校
- 松戸市立福祉医療センター東松戸病院
- 秋山駅前郵便局
- 松戸梨香台郵便局
- 高塚団地
- 梨香台団地